# ジュリアーノ・デ・メディチ
ジュリアーノ・デ・メディチ（伊: Giuliano de' Medici, 1453年10月28日 - 1478年4月26日）は、ルネサンス期イタリア・フィレンツェ共和国の政治家。

## 生涯
ジュリアーノ・デ・メディチは、ピエロ・ディ・コジモ・デ・メディチとルクレツィア・トルナブオーニとの息子で、兄は後にイル・マニィーフィコと呼ばれるロレンツォ・デ・メディチ。父の死後、家業だった銀行の運営と共に、フィレンツェ政府の運営を引き継いだ。
1478年に、兄弟はパッツィ家の陰謀に巻き込まれる。これは、フィレンツェのトスカーナにおける勢力拡大に反対するローマ教皇シクストゥス4世の指示で仕組まれたことが、パッツィ家のライヴァルの家により書き留められている。
4月26日の朝、共謀者の一群がサンタ・マリア・デル・フィオーレ大聖堂でミサに参列していた兄弟を襲った。ロレンツォは傷ついただけだったが、ジュリアーノはフランチェスコ・デ・パッツィの手によって非業の死を遂げた。
「イル・ベッロ=美しきもの」と呼ばれるほどの長身の美男子だったジュリアーノ・デ・メディチは、当時フィレツェ随一の美女と謳われたシモネッタ・ヴェスプッチの愛人であったが、彼女は彼よりも前にわずか22歳で病死している。
もう一人の愛人であったのは、アントーニオ・ゴリーニの娘と思われるフィオレッタ・ゴリーニである。二人の間の庶子であるジュリオ・デ・メディチ枢機卿は、1513年に従兄弟のレオ10世により「秘密結婚」を公言されたが、後に第219代ローマ教皇クレメンス7世となった。

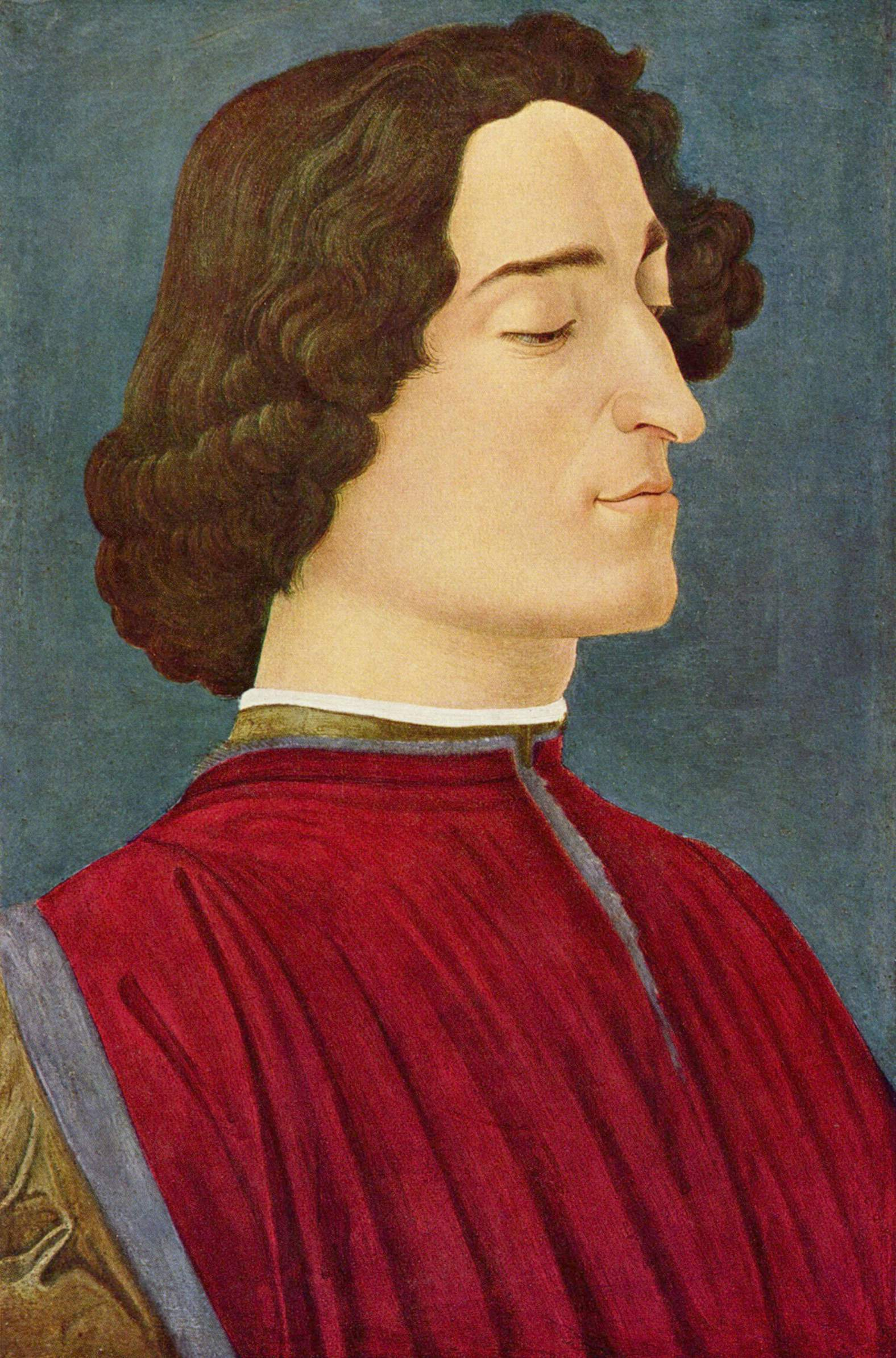
サンドロ・ボッティチェッリ画『ジュリアーノ・デ・メディチの肖像』。絵画館所蔵。